# Háromszínű tengeri uborka
A háromszínű tengeri uborka (Pseudocolochirus violaceus) a tengeriuborkák (Holothuroidea) osztályának Dendrochirotida rendjébe, ezen belül a Cucumariidae családjába tartozó faj.
A Pseudocolochirus tüskésbőrűnem típusfaja.

## Előfordulása
A háromszínű tengeri uborka előfordulási területe az Indiai-óceán nyugati részén és a Vörös-tengerben van. Madagaszkár, Mozambik és a Dél-afrikai Köztársaság tengervizeiben fordul elő nagyobb számban. Továbbá meglehet, hogy Kelet-Afrikától kezdve, Dél-Ázsia partvonalán keresztül, egészen Ausztrália északi, illetve Japán déli részéig is fellelhető.

## Megjelenése
Amint tudományos fajneve is mutatja, ez a tengeriuborka violaszínű. Sárga és vörös mintázatokkal tarkított.

## Képek

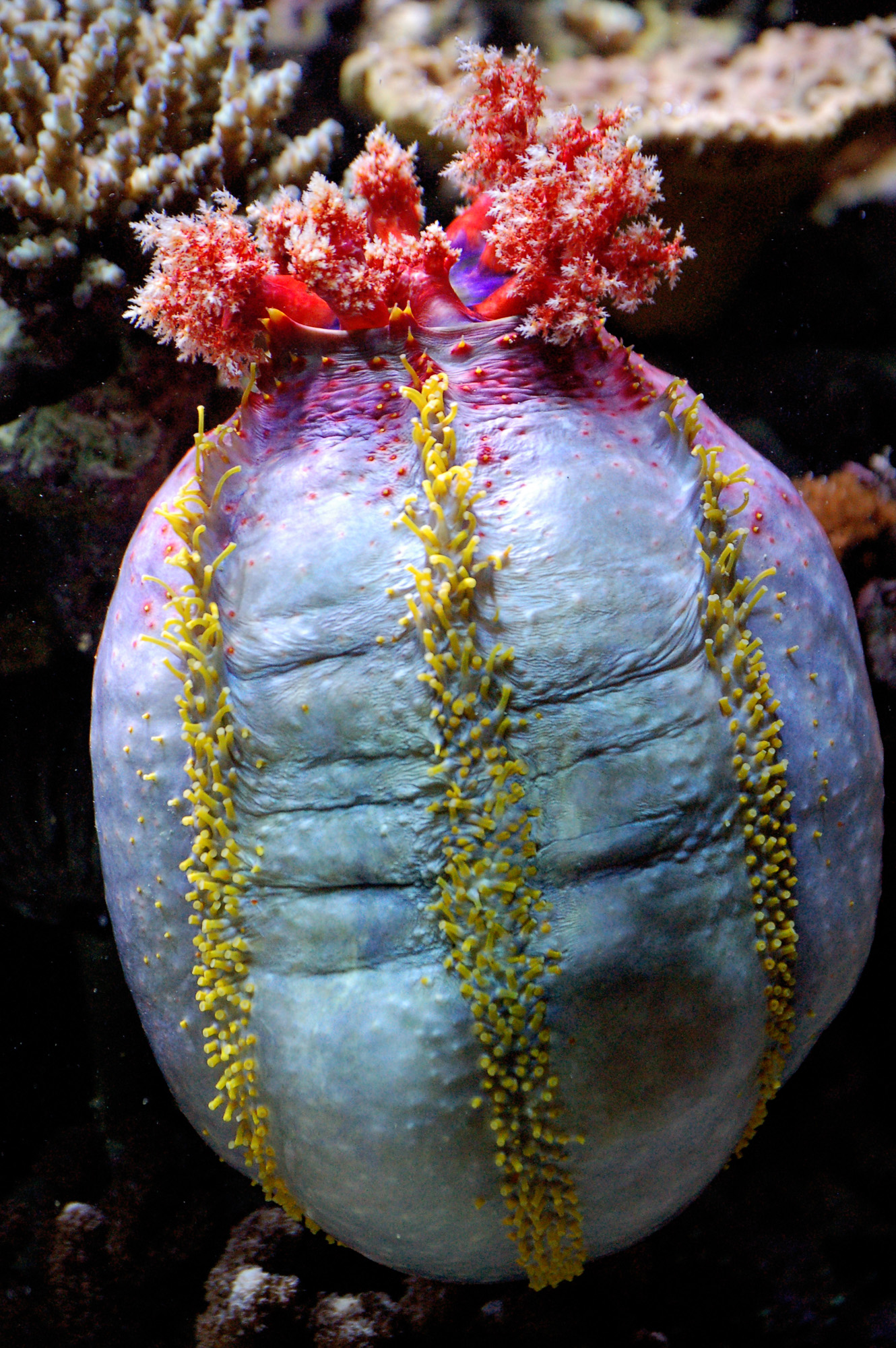
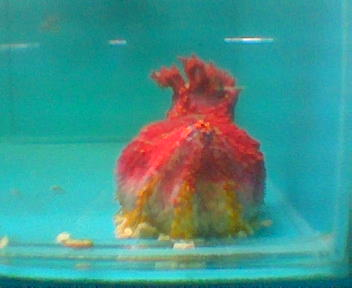
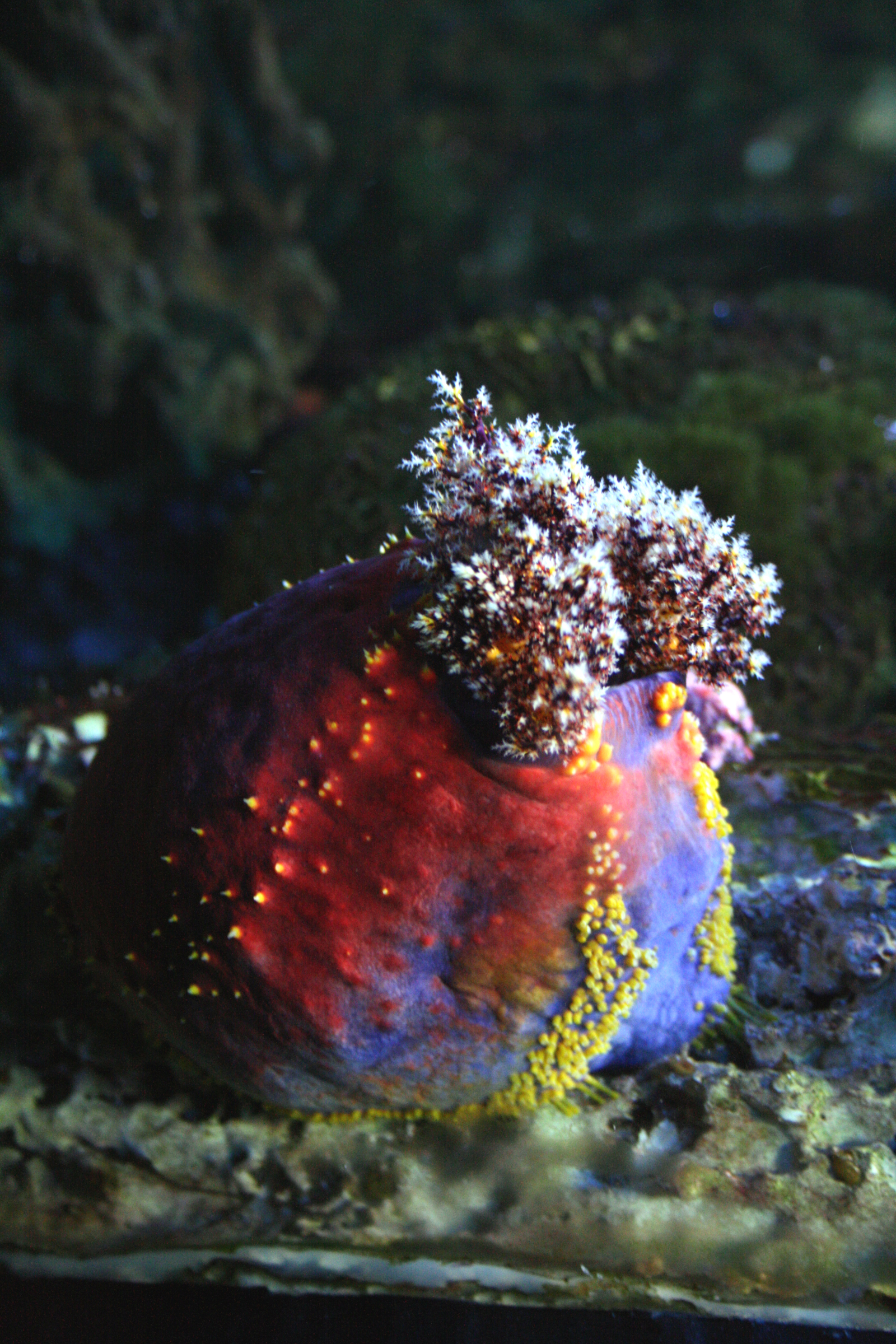
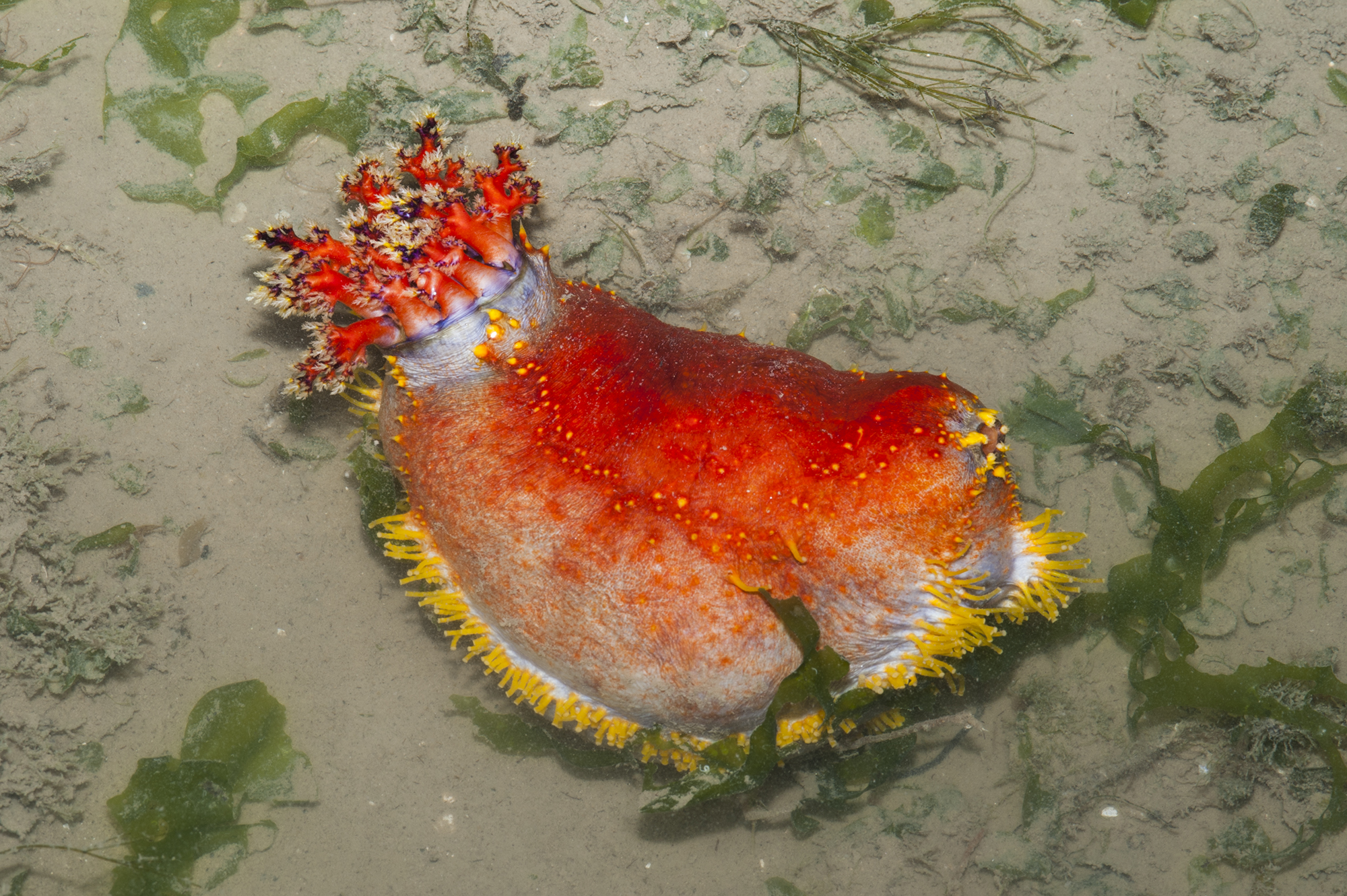

## Életmódja
Tengeri élőlény, mely 0-13 méteres mélységek között él. A tengerfenéken ül és a hozzá sodródó apró élőlényekkel és szerves részecskékkel táplálkozik.